# Chondrostylis bancana
Chondrostylis bancana är en törelväxtart som beskrevs av Jacob Gijsbert Boerlage. Chondrostylis bancana ingår i släktet Chondrostylis och familjen törelväxter. Inga underarter finns listade i Catalogue of Life.